# 周儀翔
周儀翔（1991年2月4日—）為臺灣男子籃球運動員，場上位置是得分後衛及小前鋒。

## 學生生涯
周儀翔生於花蓮，擁有阿美族血統，從國小就接觸籃球，國中進入溪崑國中，因為愛打架被學校勒令轉學，之後轉至大安國中就讀，高中報考和平高中，但沒錄取後隨隊泰山高中練習，高中畢業後赴美就讀鹽湖城社區大學，2013年沒取得畢業證書就返回臺灣。

## 職業生涯
2014年9月在超級籃球聯賽新人選秀會第一輪第4順位被臺北達欣工程選上。2015年3月獲選為第十二季超級籃球聯賽年度新人王。2015年12月4日，在對陣璞園建築的比賽刷新個人單場生涯新高得分36分。2016年2月4日，獲得第十三季超級籃球聯賽1月份最佳球員。2016年4月獲選第十三季超級籃球聯賽年度MVP、年度第一隊。
2017年8月2日，江苏同曦在2017年CBA選秀以榜眼籤遴選周儀翔。同年9月8日，江苏同曦宣布與周儀翔簽下三年合約。2018年7月5日，新疆飞虎宣布周儀翔加盟。2019年8月24日，北京首鋼宣布周儀翔加盟。
2022年2月16日，P. LEAGUE+高雄鋼鐵人宣布周儀翔加盟。同年3月23日，高雄鋼鐵人為周儀翔舉行加盟記者會。
2022-23賽季出賽7場，場均6分、2助攻、2.1籃板。2023年2月周儀翔接受手術解決膝蓋傷勢，2022-23賽季剩餘賽事報銷。2023年6月19日，周儀翔被高雄17直播鋼鐵人交易至桃園璞園領航猿，換回施晉堯、陳冠全與2023年首輪第四順位選秀權。
2024年9月9日，桃園璞園領航猿表示同意周儀翔因酒駕自請離隊要求，與周儀翔終止合約。

## 國家隊生涯
2022年2月21日，周儀翔入選中華台北男子籃球代表隊征戰世界盃亞洲區資格賽第一輪第一、二階段。

## 生涯數據

### P. LEAGUE+

#### 例行賽
| 賽季    | 球隊             | GP | MPG   | 2P%   | 3P%   | FT%   | RPG  | APG  | SPG  | BPG  | PPG  |
| ------- | ---------------- | -- | ----- | ----- | ----- | ----- | ---- | ---- | ---- | ---- | ---- |
| 2022–23 | 高雄17直播鋼鐵人 | 7  | 28:31 | 28.57 | 26.67 | 66.67 | 2.14 | 2    | 0    | 0.14 | 6    |
| 2023–24 | 桃園璞園領航猿   | 27 | 24:39 | 26.92 | 22.76 | 70.91 | 2.7  | 3.04 | 0.44 | 0.07 | 6.15 |

## 外部連結
- 周儀翔的Instagram帳戶
- 周儀翔在fiba.basketball（英语）
- 周儀翔在archive.fiba.com（存檔）（英语）
- 周儀翔在中国男子篮球职业联赛官網
- 周儀翔在P. LEAGUE+官網
- 周儀翔在Basketball-Reference.com（國際）（英语）
- 周儀翔在Eurobasket.com（球員）（英语）
- 周儀翔在Proballers（英语）
- 周儀翔在RealGM（英语）
- 周儀翔在中国篮球数据库